# Sofia Hjern
Sofia Fredrika Hjern, född 1 november 2002, är en svensk fotbollsspelare, som spelar som målvakt.

## Biografi
Sofia Hjern är fostrad i norrköpingsklubben Lindö FF. Hon läste naturvetenskaplig linje på Hagagymnasiet i Norrköping, var mottagare av Idrottskölden  och tog studenten 2019. Därefter påbörjade hon eftergymnasiala studier i beteendevetenskap på Linköpings universitet, och belönades med Riksidrottsförbundets och Svenska Spels Elitidrottsstipendium.
Hon representerar IFK Norrköping DFK sedan 2021 samt svenska landslaget. Hon utsågs tillsammans med Fanny Andersson till lagkapten i Norrköping inför säsongen 2024, och har representerat Sverige på samtliga ungdomsnivåer.